# 마시모 지로티

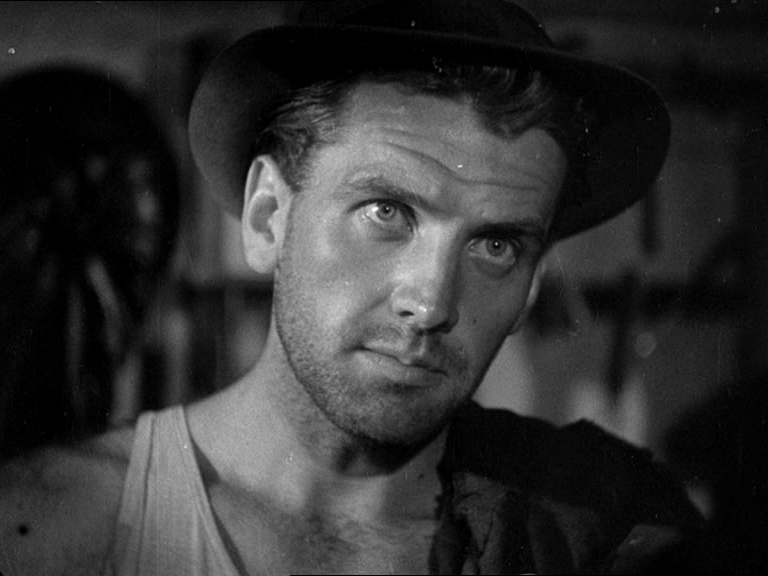

마시모 지로티(Massimo Girotti, 1918년 5월 18일 ~ 2003년 1월 5일)는 이탈리아의 텔레비전 배우, 연극 배우, 영화배우, 수구 선수, 수영 선수, 모델이다.
로마에서 사망하였다. 사인은 심근 경색이다.

## 영화
- 창문을 마주보며 (2003년) - 시모네/다비데 역
- 미스터 몬스터 (1994년)
- 베를린 어페어 (1985년)
- 쿼바디스 (1984년)
- 순수한 사람들 (1976년)
- 고독한 추적 (1976년) - 샤를르 역
- 국경선 모텔 (1973년)
- 바론 블러드 (1972년)
- 파리에서의 마지막 탱고 (1972년)
- 레드 텐트 (1971년)
- 메데아 (1970년)
- 테오레마 (1968년) - 파올로 역
- 다섯 마녀 이야기 (1967년)
- 쿠브라이 칸 (1965년)
- 코사크 (1959년)
- 이어 롱 로드 (1958년)
- 애증 (1954년)
- 더 러브 오브 어 우먼 (1953년)
- 어느 사랑의 연대기 (1950년)
- 사랑 (1948년)[출처 필요]
- 라 카르네 이 라니마 (1945년)
- 강박관념 (1942년) - 지노 코스타 역